# Gomphogyne stenocarpa
Gomphogyne stenocarpa är en gurkväxtart som beskrevs av W.J.de Wilde och Duyfjes. Gomphogyne stenocarpa ingår i släktet Gomphogyne och familjen gurkväxter. Inga underarter finns listade i Catalogue of Life.